# Paw Paw (Michigan)
Paw Paw falu az USA Michigan államában, Van Buren megyében, melynek megyeszékhelye is. Lakosainak száma 3362 fő (2020. április 1.).

## Népesség
A település népességének változása:
| Lakosok száma | 1428 | 3363 | 3534 | 3362 |
|               | 1870 | 2000 | 2010 | 2020 |